# Challapata Belén
Challapata Belén ist eine Ortschaft im Departamento La Paz im südamerikanischen Andenstaat Bolivien.

## Lage im Nahraum
Challapata Belén liegt in der Provinz Eliodoro Camacho und ist zentraler Ort des Kanton Península de Challapata in dem 2009 neu gebildeten Municipio Escoma, vorher zum Municipio Puerto Acosta gehörig. Die Ortschaft liegt auf einer Höhe von 3836 m auf der Halbinsel Challapata (Península de Challapata) am östlichen Ufer des Titicacasees an der Mündung des Río Suches.

## Geographie
Challapata Belén liegt auf dem bolivianischen Altiplano zwischen dem Titicacasee im Westen und der Cordillera Muñecas im Osten. Das Klima der Region ist ein typisches Tageszeitenklima, bei dem die mittleren Temperaturschwankungen zwischen Tag und Nacht deutlicher ausfallen als zwischen den Jahreszeiten.
Die mittlere Durchschnittstemperatur der Region liegt bei 8 bis 9 °C (siehe Klimadiagramm Escoma). Die Monatsdurchschnittswerte schwanken zwischen Juni/Juli (5–6 °C) und November/Dezember (10 °C) nur unwesentlich. Der mittlere Jahresniederschlag beträgt etwa 800 mm, die Monatswerte liegen in der ariden Zeit zwischen unter 20 mm von Juni bis August und einer Feuchtezeit von Dezember bis März mit Werten zwischen 120 und 165 mm.

## Verkehrsnetz
Challapata Belén liegt in einer Entfernung von 173 Straßenkilometern nördlich von La Paz, der Hauptstadt des gleichnamigen Departamentos.
Von La Paz führt die asphaltierte Nationalstraße Ruta 2 in nördlicher Richtung 70 Kilometer bis Huarina, von dort die Ruta 16 weitere 97 Kilometer über Achacachi, Ancoraimes und Puerto Carabuco nach Escoma. Von Escoma aus nach Nordwesten führt eine Nebenstrecke zur Landstadt Puerto Acosta, von Escoma nach Norden führt die Ruta 16 weiter Richtung Charazani, nach Süden dagegen zweigt von der Ruta 16 eine unbefestigte Landstraße in südwestlicher Richtung ab, folgt dem Río Suches nach Süden und erreicht vorbei an der Ortschaft Ullachapi Segundo nach sechs Kilometern Challapata Belén.

## Bevölkerung
Die Einwohnerzahl der Ortschaft ist in den vergangenen beiden Jahrzehnten um etwa die Hälfte angestiegen:
| Jahr | Einwohner | Quelle       |
| ---- | --------- | ------------ |
| 1992 | 114       | Volkszählung |
| 2001 | 203       | Volkszählung |
| 2012 | 176       | Volkszählung |
| 2024 |           | Volkszählung |

Die Region weist einen hohen Anteil an Aymara-Bevölkerung auf, im Municipio Puerto Acosta in den Grenzen von 2001 haben 97,3 Prozent der Bevölkerung Aymara gesprochen.